# Luka Marčetič
Luka Marčetič, slovenski igralec, režiser in scenarist, * 23. december 1985, Zagreb.
Znan je predvsem po svojih humorističnih video blogih na spletni strani YouTube, ki jih je nalagal v letih 2007–2014 pod imenom DesnaStranJajca. Na kanal je naložil tudi krajše epizode dramsko-komičnih serij (Moje asocialno življenje in WASD, na poseben kanal pa tudi Dan ljubezni), v katerih je Marčetič odigral glavno vlogo, videoposnetke pa je tudi režiral in napisal scenarije zanje. Leta 2015 je izšla prva sezona serije V dvoje, ki pa je v nasprotju z Marčetičevimi prejšnjimi projekti izšla na plačljivi spletni storitvi Voyo.
Zaradi svoje popularnosti je postal internetna zvezda in pritegnil pozornost več kot 10.000 naročnikov na svojem YouTube kanalu, opazili pa so ga tudi številni znani igralci: sodeloval je že z Jonasom Žnidaršičem, Juretom Godlerjem, Boštjanom Gorencem Pižamo, Pio Zemljič, Ano Dolinar in drugimi, ki so igrali v njegovih serijah.

## Življenje
Marčetič se je rodil na Hrvaškem in odraščal blizu Zagreba. Pri 14 letih je njegova družina preselila v Brežice, kjer je živel pet let, nato pa se je preselil v Ljubljano. Študiral je na Inštitutu in akademiji za multimedije.

## Delo
Po ukvarjanju z režijo manjših serij in igranju v kratkih filmov je v spletni klepetalnici Marčetič izrazil željo, da bi se v prihodnosti lotil celovečernih filmov ali serij:
»Glede na to, da se že "pol" življenja ukvarjam s tem, mislim, da se bom še drugo polovico življenja ukvarjal s tem istim. Edino upam, da bolj resno. Da bom lahko delal celovečerce ali serije.«
Poleg igranja v vseh svojih serijah je nastopil tudi v več kratkih filmih. Leta 2014 je ob ameriški igralki in manekenki Kate Upton nastopil v reklami za videoigro Game of War: Fire Age, ki je bila posneta v Sloveniji.

## Zasebno
Ima hčer s partnerko Uršo Menart, režiserko in scenaristko.

## Filmografija
Serije
| Leto      | Naslov                   | Vloga/-e | Igralec/-ka | Režiser/-ka | Scenarist/-ka | Producent/-ka | Opombe                                    | Sklici        |
| --------- | ------------------------ | -------- | ----------- | ----------- | ------------- | ------------- | ----------------------------------------- | ------------- |
| 2011–     | Moje asocialno življenje |          | Da          | Da          | Da            |               | YouTube serija, zaenkrat izdani 2 epizodi | [ 7 ]         |
| 2014      | WASD                     |          | Da          | Da          | Da            |               | izšla na YouTube kanalu, 5 epizod         | [ 8 ]         |
| 2009–2010 | Dan ljubezni             | Simon    | Da          | Da          | Da            |               | celotna prva sezona na YouTubeu           | [ 9 ]         |
| 2015      | V dvoje                  | Aleš     | Da          | Da          | Da            | Da            | izvršni producent                         | [ 10 ] [ 11 ] |

Filmi
| Leto | Naslov                           | Vloga/-e        | Igralec/-ka | Režiser/-ka | Scenarist/-ka | Producent/-ka | Opombe | Sklici |
| ---- | -------------------------------- | --------------- | ----------- | ----------- | ------------- | ------------- | --- | ------ |
| 2003 | To ni zgodba o ljubezni          |                 | Da          |             |               |               | kratki film; režiral Mark Pirc | [ 12 ] |
| 2014 | Food Fetish                      | filmski režiser | Da          |             |               |               | kratki film; režiral Miha Šubic | [ 13 ] |
| 2014 | Vse najboljše                    | Borut           | Da          |             |               |               | kratki film; režirala Tosja Flaker Berce in Juš Premrov | [ 14 ] |
| 2014 | Diego Menendes: Rip It After Him |                 | Da          |             | Da            |               | kratki film; režiral Peter Bizjak, posnet v tednu lažne smrti Diega Menendesa in predvajan na 30. festivalu LGBT; soscenarist poleg Petra Bizjaka, Matjaža Jurena - Zaze in Petra Karbe | [ 15 ] |
| 2015 | Dekadent: Veritas                |                 | Da          |             |               |               | kratki film; režiral Artur Felicijan | [ 16 ] |
| 2016 | Pr' Hostar                       |                 | Da          | Da          |               |               | prvi celovečerni film | [ 17 ] |